# Severus Sanctus Endelechius
Severus Sanctus Endelechius oder Endelechus, auch bekannt als Severus Rhetor, war ein christlicher Redner und Poet der römischen Spätantike, der im 4. Jahrhundert n. Chr. lebte und vermutlich aus Gallien stammte. Er war ein Freund des Heiligen Paulinus von Nola, der ihm seine Panegyrik des Theodosius widmete.
Endelechius verfasste unter anderem das Gedicht De mortibus bovum, in dem er einen Ausbruch der Rinderpest beschreibt, vor der ein christlicher Hirt seine Rinder durch das Kreuzzeichen schützt.